# Bystaden
Bystaden is een plaats in de gemeente Varberg in het landschap Halland en de provincie Hallands län. De plaats heeft 61 inwoners (2005) en een oppervlakte van 11 hectare. De plaats ligt aan het Klosterfjorden een baai van het Kattegat en wordt voor de rest voornamelijk omringd door landbouwgrond, maar er grenst ook wat naaldbos aan de plaats. De stad Varberg ligt zo'n twintig kilometer ten zuiden van het dorp.